# Lotus 340R
El Lotus 340R es un automóvil deportivo de edición limitada fabricado por la empresa de automóviles inglesa Lotus en 2000 en su fábrica de Hethel.
La 340R es una edición especial del Lotus Elise. Sólo se construyeron 340 unidades, y todas fueron encargadas por los compradores y vendidas antes de que se fabricaran. Tiene una carrocería construida sin techo y sin puertas. Todas las 340 unidades del 340R se fabricaron con un color plateado y negro. Se desarrollaron neumáticos especiales para el 340R en colaboración con Yokohama. 
La mayoría de los que 340 coches se utilizan para participar en carreras, pistas de uso, o concentraciones. 
El motor es una versión ajustada del motor Rover-K Series llamado VHPD (Very High Power Derivate) utilizado en el Elise convencional, que produce 177 CV (132 kW) a 7800 rpm/ 172 N.m a 6750 rpm como estándar, o 187 CV (139 kW) a 7500 rpm/ 189 N.m a 5600 rpm con accesorios de Lotus opcionales.

## Imágenes

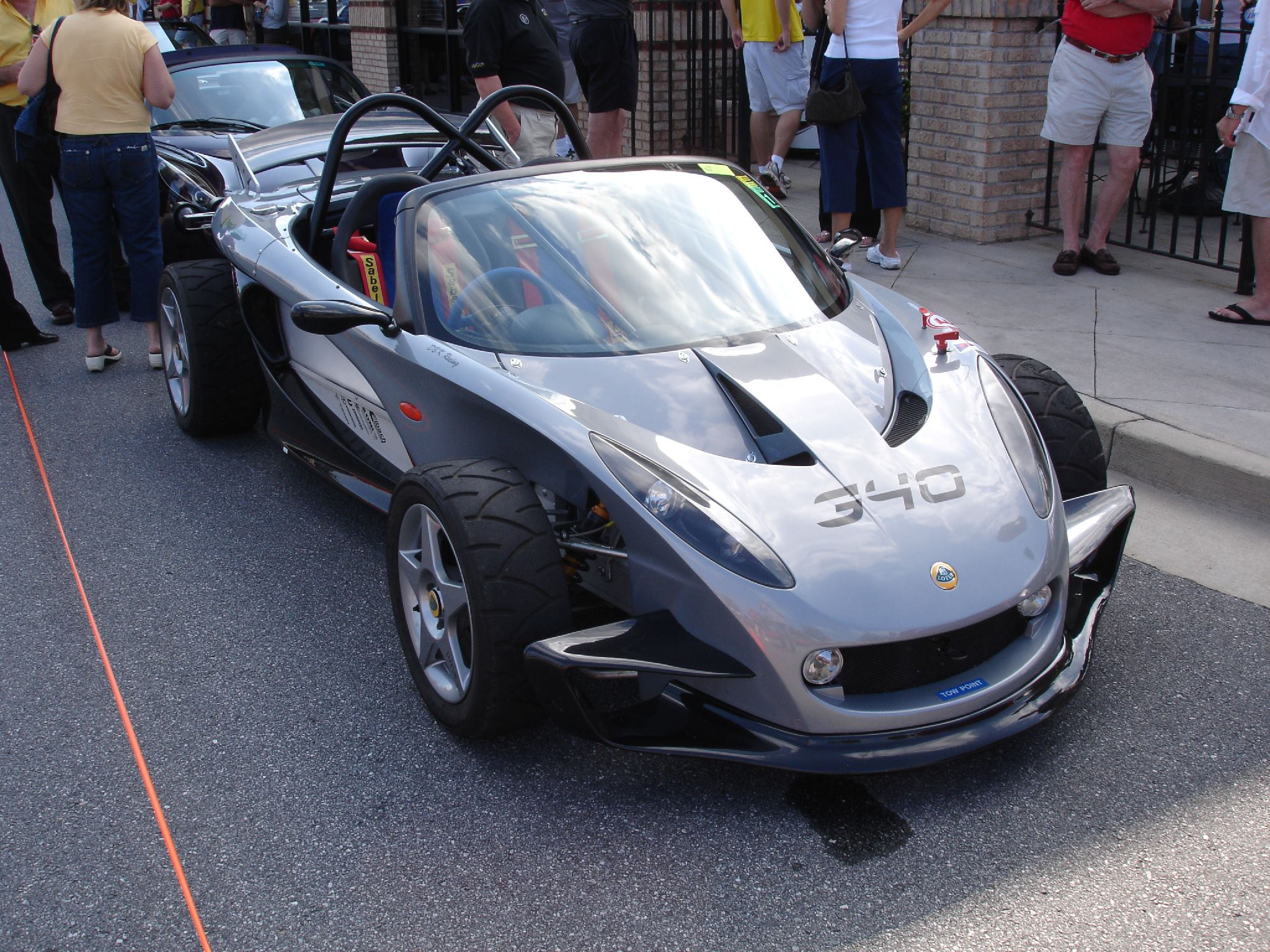
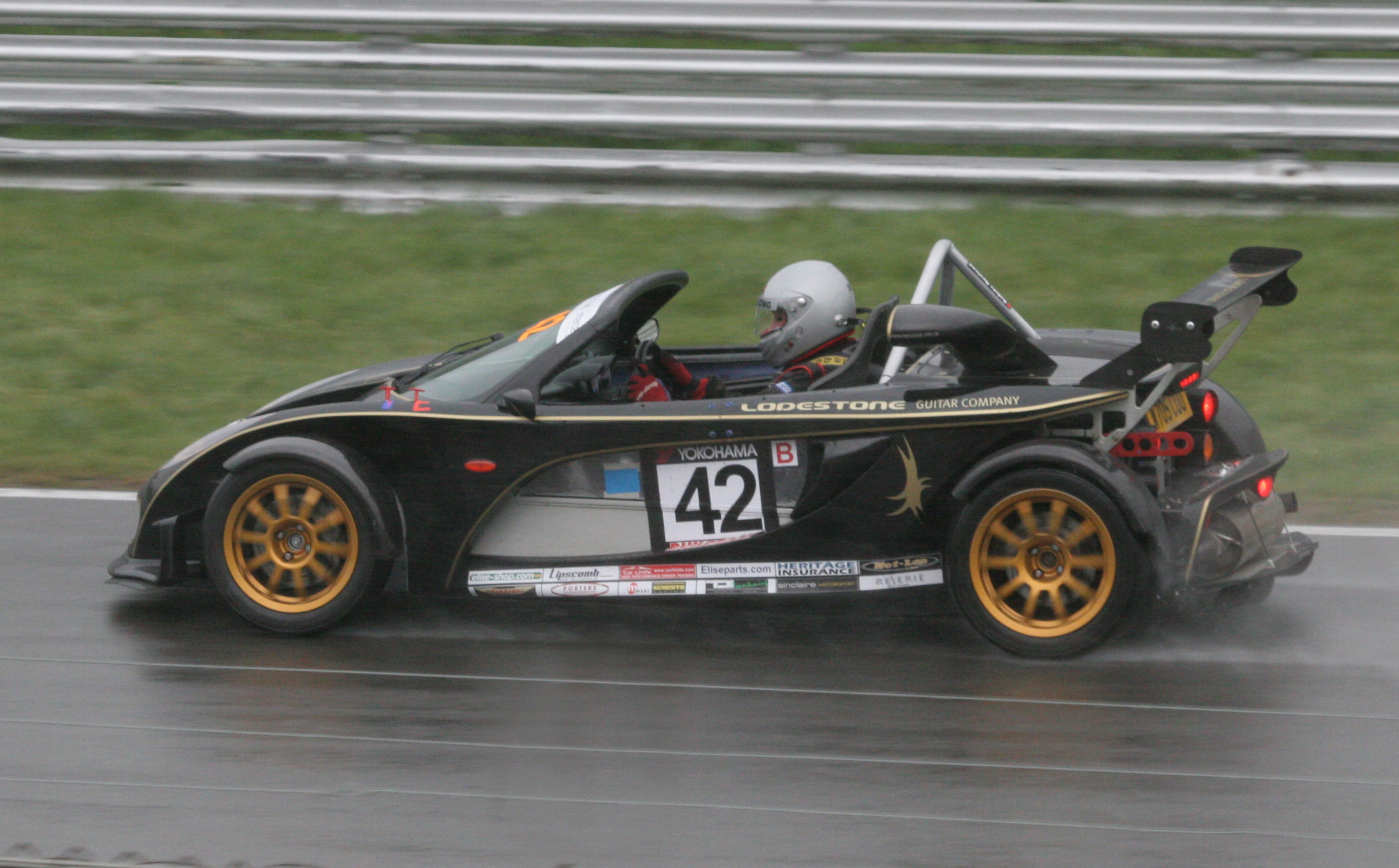

- Datos: Q2667461
- Multimedia: Lotus 340R / Q2667461